# Явор Петров – Яшо
Явор Крумов Петров – Яшо (2 ноември 1971г. – 13 декември 2022г.) е български музикант (автор на текстове, музика и аранжименти).
Той е най-известен като басист, беквокалист в хевиметъл групата „Конкурент“. От 2002 г. е женен за Ралица Матикова-Петрова. Имат 2 сина – Росланд и Виктор, които са наследили и таланта му за рисуване.

## Биография
Явор Петров е роден в София на 2 ноември 1971 г. Работил е с десетки български музиканти.

## Кариера

### 2002 – 2022: „Конкурент“
Като част от „Конкурент“ Яшо свири по десетки български фестивали като „Мидалидаре: Рок в Долината на виното“, „Ловеч Рок фест“, „Рок фест Кнежа“, „Варна Мега Рок“, Мото-фест „Побит Камък“, „Wolf Fest – Вълчата пътека“, Hills of Rock, „Рок фест Хоталич“ и още много други.
През 2010 г. групата е съпорт-бенд на AC/DC в София пред 85 000 зрители.

## Дискография

### Член на Fata Morgana
- 1993 – Fata Morgana (ЕР)

### Член наКонкурент
- 2006 – 20 години по-късно (Видео-сплит с Ахат и Ера)
- 2007 – Дай ми време (Компилация)
- 2011 – На кой му дреме ft. Криско (Сингъл)
- 2012 – Крале на скоростта (Сингъл)
- 2013 – Смели сърца ft. Звездомир Керемидчиев (Ахат), Дидо (D2), Ерол Ибрахимов (Уикеда), Буги Барабата, Тони Чембъра (Сингъл)
- 2018 – Родени за рок (Сингъл)
- 2018 – In Flames (The Best of Konkurent, Vol.2)
- 2020 – Луда нощ (Сингъл)